# 鴉喙
鴉喙，或稱渡鴉喙（bec de corbin），是一種流行於中世紀歐洲的長柄戰鎚。鴉喙外型與琉森鎚相似，上端同樣是由鎚與錐組成。但鴉喙主要是使用外形像喙的錐部來攻擊，而非鎚部，用來平衡喙部的鎚部通常較鈍，不像琉森鎚的鎚部那樣分岔成多股。鴉喙的錐部也較粗，更適合撕裂薄的板甲、鏈甲或布面鐵甲。頂端的錐刺與琉森鎚相比也較粗短。
另一個相似的名詞，隼喙（bec de faucon），則是用來指長柄斧，特別是指長柄斧背端的鉤錐。